# Джулуш
Джулуш (рум. Giuluș) — село у повіті Муреш в Румунії. Входить до складу комуни Огра.
Село розташоване на відстані 259 км на північний захід від Бухареста, 25 км на південний захід від Тиргу-Муреша, 68 км на південний схід від Клуж-Напоки, 130 км на північний захід від Брашова.

## Населення
За даними перепису населення 2002 року у селі проживали 209 осіб.
Національний склад населення села:
| Національність | Кількість осіб | Відсоток |
| -------------- | -------------- | -------- |
| румуни         | 188            | 90,0%    |
| цигани         | 13             | 6,2%     |
| угорці         | 8              | 3,8%     |

Рідною мовою назвали:
| Мова      | Кількість осіб | Відсоток |
| --------- | -------------- | -------- |
| румунська | 193            | 92,3%    |
| циганська | 13             | 6,2%     |